# 1941年
1941年（1941 ねん）は、西暦（グレゴリオ暦）による、水曜日から始まる平年。昭和16年。

## 他の紀年法
- 干支：辛巳（かのと み）
- 日本（月日は一致）
  - 昭和16年
  - 皇紀2601年
- 中国（月日は一致）
  - 中華民国：中華民国30年
  - 満洲国：康徳8年
- 朝鮮
  - 檀紀4274年
  - 主体30年
- 阮朝（ベトナム）
  - 保大15年12月4日 - 16年11月14日
- 仏滅紀元：2483年 - 2484年
- イスラム暦：1359年12月2日 - 1360年12月12日
- ユダヤ暦：5701年4月2日 - 5702年4月11日
- 修正ユリウス日(MJD)：29995 - 30359
- リリウス日(LD)：130836 - 131200

※檀紀は、大韓民国で1948年に法的根拠を与えられたが、1962年からは公式な場では使用されていない。

※主体暦は、朝鮮民主主義人民共和国で1997年に制定された。

## カレンダー
| 1月 |    |    |    |    |    |    |
| 日  | 月 | 火 | 水 | 木 | 金 | 土 |
|     |    |    | 1  | 2  | 3  | 4  |
| 5   | 6  | 7  | 8  | 9  | 10 | 11 |
| 12  | 13 | 14 | 15 | 16 | 17 | 18 |
| 19  | 20 | 21 | 22 | 23 | 24 | 25 |
| 26  | 27 | 28 | 29 | 30 | 31 |    |
|     |    |    |    |    |    |    |

| 2月 |    |    |    |    |    |    |
| 日  | 月 | 火 | 水 | 木 | 金 | 土 |
|     |    |    |    |    |    | 1  |
| 2   | 3  | 4  | 5  | 6  | 7  | 8  |
| 9   | 10 | 11 | 12 | 13 | 14 | 15 |
| 16  | 17 | 18 | 19 | 20 | 21 | 22 |
| 23  | 24 | 25 | 26 | 27 | 28 |    |
|     |    |    |    |    |    |    |

| 3月 |    |    |    |    |    |    |
| 日  | 月 | 火 | 水 | 木 | 金 | 土 |
|     |    |    |    |    |    | 1  |
| 2   | 3  | 4  | 5  | 6  | 7  | 8  |
| 9   | 10 | 11 | 12 | 13 | 14 | 15 |
| 16  | 17 | 18 | 19 | 20 | 21 | 22 |
| 23  | 24 | 25 | 26 | 27 | 28 | 29 |
| 30  | 31 |    |    |    |    |    |
|     |    |    |    |    |    |    |

| 4月 |    |    |    |    |    |    |
| 日  | 月 | 火 | 水 | 木 | 金 | 土 |
|     |    | 1  | 2  | 3  | 4  | 5  |
| 6   | 7  | 8  | 9  | 10 | 11 | 12 |
| 13  | 14 | 15 | 16 | 17 | 18 | 19 |
| 20  | 21 | 22 | 23 | 24 | 25 | 26 |
| 27  | 28 | 29 | 30 |    |    |    |
|     |    |    |    |    |    |    |

| 5月 |    |    |    |    |    |    |
| 日  | 月 | 火 | 水 | 木 | 金 | 土 |
|     |    |    |    | 1  | 2  | 3  |
| 4   | 5  | 6  | 7  | 8  | 9  | 10 |
| 11  | 12 | 13 | 14 | 15 | 16 | 17 |
| 18  | 19 | 20 | 21 | 22 | 23 | 24 |
| 25  | 26 | 27 | 28 | 29 | 30 | 31 |
|     |    |    |    |    |    |    |

| 6月 |    |    |    |    |    |    |
| 日  | 月 | 火 | 水 | 木 | 金 | 土 |
| 1   | 2  | 3  | 4  | 5  | 6  | 7  |
| 8   | 9  | 10 | 11 | 12 | 13 | 14 |
| 15  | 16 | 17 | 18 | 19 | 20 | 21 |
| 22  | 23 | 24 | 25 | 26 | 27 | 28 |
| 29  | 30 |    |    |    |    |    |
|     |    |    |    |    |    |    |

| 7月 |    |    |    |    |    |    |
| 日  | 月 | 火 | 水 | 木 | 金 | 土 |
|     |    | 1  | 2  | 3  | 4  | 5  |
| 6   | 7  | 8  | 9  | 10 | 11 | 12 |
| 13  | 14 | 15 | 16 | 17 | 18 | 19 |
| 20  | 21 | 22 | 23 | 24 | 25 | 26 |
| 27  | 28 | 29 | 30 | 31 |    |    |
|     |    |    |    |    |    |    |

| 8月 |    |    |    |    |    |    |
| 日  | 月 | 火 | 水 | 木 | 金 | 土 |
|     |    |    |    |    | 1  | 2  |
| 3   | 4  | 5  | 6  | 7  | 8  | 9  |
| 10  | 11 | 12 | 13 | 14 | 15 | 16 |
| 17  | 18 | 19 | 20 | 21 | 22 | 23 |
| 24  | 25 | 26 | 27 | 28 | 29 | 30 |
| 31  |    |    |    |    |    |    |
|     |    |    |    |    |    |    |

| 9月 |    |    |    |    |    |    |
| 日  | 月 | 火 | 水 | 木 | 金 | 土 |
|     | 1  | 2  | 3  | 4  | 5  | 6  |
| 7   | 8  | 9  | 10 | 11 | 12 | 13 |
| 14  | 15 | 16 | 17 | 18 | 19 | 20 |
| 21  | 22 | 23 | 24 | 25 | 26 | 27 |
| 28  | 29 | 30 |    |    |    |    |
|     |    |    |    |    |    |    |

| 10月 |    |    |    |    |    |    |
| 日   | 月 | 火 | 水 | 木 | 金 | 土 |
|      |    |    | 1  | 2  | 3  | 4  |
| 5    | 6  | 7  | 8  | 9  | 10 | 11 |
| 12   | 13 | 14 | 15 | 16 | 17 | 18 |
| 19   | 20 | 21 | 22 | 23 | 24 | 25 |
| 26   | 27 | 28 | 29 | 30 | 31 |    |
|      |    |    |    |    |    |    |

| 11月 |    |    |    |    |    |    |
| 日   | 月 | 火 | 水 | 木 | 金 | 土 |
|      |    |    |    |    |    | 1  |
| 2    | 3  | 4  | 5  | 6  | 7  | 8  |
| 9    | 10 | 11 | 12 | 13 | 14 | 15 |
| 16   | 17 | 18 | 19 | 20 | 21 | 22 |
| 23   | 24 | 25 | 26 | 27 | 28 | 29 |
| 30   |    |    |    |    |    |    |
|      |    |    |    |    |    |    |

| 12月 |    |    |    |    |    |    |
| 日   | 月 | 火 | 水 | 木 | 金 | 土 |
|      | 1  | 2  | 3  | 4  | 5  | 6  |
| 7    | 8  | 9  | 10 | 11 | 12 | 13 |
| 14   | 15 | 16 | 17 | 18 | 19 | 20 |
| 21   | 22 | 23 | 24 | 25 | 26 | 27 |
| 28   | 29 | 30 | 31 |    |    |    |
|      |    |    |    |    |    |    |

## できごと

### 1月
- 1月1日 - 映画館でニュース映画の上映が義務化
- 1月2日 - 大日本帝国海軍航空部隊が昆明を爆撃（〜3日）
- 1月6日 - アメリカ海軍が 戦艦ミズーリを起工
- 1月7日 - 皖南事変。国民党軍が移動中の新四軍を包囲攻撃（第二次反共攻勢）
- 1月8日 - 東條陸相が戦陣訓を通達
- 1月10日 - 独ソ不可侵条約更新
- 1月16日 - 大日本青少年団結成
- 1月17日 - 国民政府が新四軍に解散命令
- 1月18日 - 欧州航路最終の貨物船「だあばん丸」が横浜に帰港
- 1月20日 - 中国共産党が新四軍を再編
- 1月21日 - 松岡外相がタイ・仏印紛争に関して調停を申入れ、両国受諾
- 1月22日 - 中国共産党が皖南事変に抗議し国民政府に国共調整臨時弁法12条を要求
- 1月23日 - 野村駐米大使が出発（東京駅においてグルー駐日大使や松岡外相、陸海軍首脳らの見送りを受け郵船鎌倉丸で横浜出港）
- 1月28日 - 日本海洋学会創立
- 1月31日 - 日本の調停によりタイ・仏印紛争が妥結し停戦協定を妥結

### 2月
- 2月1日 - 第1回東亜児童大会開催
- 2月3日 - 大本営政府連絡会議で対独伊ソ交渉要領を決定（日ソ国交調整）
- 2月5日
  - 警視庁が「警察訓」を東京府の警察官に示達
  - 軍事参議官・大角岑生海軍大将遭難（支那方面作戦視察中、搭乗機が消息不明。9日に広東省西江下流西岸の黄揚山にて墜落、搭乗者全員死亡を確認）
- 2月7日 - タイ・仏印紛争調停会議が東京で開催
- 2月11日
  - 李香蘭の日劇出演にファンが殺到し警官隊出動
  - 国粋大衆党が南進要請皇民大会を開催（武道館）
- 2月13日 - 統制経済の複雑化に対応するため、警視庁が経済保安課を経済警察部に昇格
- 2月14日 - 野村駐米大使がルーズベルト大統領と初会談
- 2月15日 - 堀切駐伊大使がムッソリーニ首相と初会談
- 2月16日 - 蒙古聯合自治政府主席徳王一行が靖国神社・明治神宮に参拝
- 2月23日 - グレン・シーボーグらが、94番元素のプルトニウム (238Pu) を世界で初めて合成。
- 2月26日 - 情報局が各総合雑誌に執筆禁止者（非左翼自由主義者）の名簿を内示
- 2月28日 - タイ・仏印紛争緊迫によりハノイの邦人引揚げを準備

### 3月
- 3月8日 - 野村駐米大使とハル国務長官が日米交渉開始
- 3月10日 - 治安維持法が全部改正される

### 4月
- 4月1日
  - 国民学校令施行
  - ドレミファの階名がイロハとなる
- 4月3日 - ロンメル将軍のドイツ軍が北アフリカ戦線でイギリス軍を撃破
- 4月5日
  - 日本癌学会創立
  - 賀川豊彦らキリスト教会代表が平和使節として渡米
- 4月6日
  - ユーゴスラビアがソビエト連邦と不可侵条約に調印
  - ナチス・ドイツを始めとする枢軸国がユーゴスラビアとギリシャに侵攻（ユーゴスラビア侵攻、ギリシャ・イタリア戦争）
  - 琵琶湖で訓練中の第四高等学校漕艇部11名らが遭難し全員死亡（琵琶湖遭難事故）
- 4月13日 - 日ソ中立条約成立
- 4月17日 - ユーゴスラビアが独に降伏
- 4月22日 - 広島県内の無尽会社4社が合併し広島無尽（後のもみじ銀行）設立
- 4月23日 - ギリシャがドイツに降伏
- 政府が日本における高等教育を受けている学生の人数を調査し示す。

### 5月
- 5月7日 - 中原会戦（ - 6月15日）。
- 5月9日 - 日本の仲介で東京条約が締結され、タイ・フランス領インドシナ紛争が終結
- 5月19日 - 越南独立同盟（ベトミン）成立
- 5月20日 - 東京港が開港
- 5月21日 - 内田洋行設立
- 5月27日 - 第二次世界大戦: ドイツ海軍の戦艦ビスマルク沈没
- 5月27日 - アメリカ合衆国大統領ルーズベルトが国家非常事態宣言を発令[1]
- 日本軍、重慶を爆撃（一〇二号作戦、 - 8月末）。

### 6月
- 6月2日 - メジャーリーグの名選手ルー・ゲーリッグが筋萎縮性側索硬化症との闘病の末亡くなる。
- 6月7日 - 東海銀行設立（愛知銀行・名古屋銀行・伊藤銀行が合併）
- 6月14日 - 16,246名のリトアニア人がソビエト当局によりシベリアなどへ強制追放（ - 6月18日）[2]（詳細はソビエト連邦による戦争犯罪#リトアニアを参照）
- 6月22日 - ナチス・ドイツがソビエト連邦に対して攻撃開始（バルバロッサ作戦）し、独ソ戦が始まる
- 6月24日 - 日本基督教団創立（認可は11月24日）（新教教会の合同）
- 6月26日 - フィンランドがソビエト連邦に対して宣戦布告（継続戦争）
- 6月27日
  - ハンガリーがソビエト連邦に対して宣戦布告
  - ユーゴスラビアのチトーがパルチザンを組織し、ドイツ軍に対するゲリラ戦を開始
- 6月30日 - ドイツが日本に対して対ソ参戦を申し入れるも日本は拒否

### 7月
- 7月1日
  - アメリカが、世界初となるテレビ放送を開始。
  - 山隂合同銀行設立（松江銀行と米子銀行が合併）
- 7月4日 - 帝都高速度交通営団設立（東京地下鉄道と東京高速鉄道が合併）
- 7月7日
  - アイスランドにアメリカ軍が駐留
  - 関東軍特種演習（関東軍、対ソ戦を準備、 - 8月）。
- 7月12日 - 第二次世界大戦: 英ソ相互援助協定締結
- 7月15日
  - 三井不動産創業
  - 長野地震
- 7月16日 - 第2次近衛内閣総辞職（松岡洋右外相更迭）
- 7月18日 - 第3次近衛内閣成立（外相豊田貞次郎）
- 7月19日 - 伊藤情報局総裁が「変転極まりなき国際関係に恃むは自力のみ」と土曜放送で強調
- 7月20日 - 第1回海の記念日
- 7月23日
  - ルーズベルト米大統領，シェンノート指揮下の義勇空軍の中国配置を認可し，軍事援助を明らかにする。
  - 日本・仏印間に南部仏印進駐細目の話合い成立
- 7月25日 - 米が在米対日資産を凍結
- 7月26日
  - 英が在英日本資産を凍結
  - 極東アメリカ軍をフィリピンに創設（司令官ダグラス・マッカーサー中将）
- 7月27日 - 蘭印が在蘭印日本資産を凍結
- 7月28日 - 日本軍、フランス領インドシナ南部進駐（南部仏印進駐）。

### 8月
- 8月1日 - 米、石油の対日輸出全面禁止を発表
- 8月12日
  - フランクリン・ルーズベルトとウィンストン・チャーチルが大西洋憲章に調印。
  - 名古屋鉄道新名古屋駅開業。
- 8月18日 - 豊田外相が日米首脳会談を要請
- 8月25日 - イギリス・ソビエト連邦がイラン進駐を開始

### 9月
- 9月3日 - 日米首脳会談の要請を米国が拒否
- 9月6日 - 御前会議にて帝国国策遂行要領を決定。10月下旬までに米英に対する日本の要求が通らない場合は開戦を決意すると決定。
- 9月11日 - 商工省は、バス、タクシーの営業許可を代用燃料車のみに限定[3]。以後、木炭自動車の急速な普及が始まった。

### 10月
- 10月16日 - 近衛首相、内閣を総辞職。
- 10月18日 - 東條英機が内閣総理大臣となり、東條内閣を組閣。
- 10月20日 - 秋田県内の銀行合併により秋田銀行設立。
- 10月26日 - セントライト号が京都農林省賞典（のちの菊花賞）を制し、日本競馬史上初の三冠馬となる。

### 11月
- 11月2日 - 陸軍予科士官学校が市ヶ谷台から埼玉県朝霞ヶ原に移転
- 11月4日 - 福島県内の銀行合併により東邦銀行設立
- 11月15日 - 第77臨時議会召集
- 11月17日 - 東條首相の施政方針演説を録音放送（初の議会放送）
- 11月23日 - 南雲機動艦隊が単冠湾（ひとかっぷわん）に集結
- 11月24日 - 日本基督教団設立認可（新教教会の合同）
- 11月25日 - 北大西洋ポルトガル沖で M 8.2 の地震
- 11月26日
  - ハル国務長官が日本側乙案を拒否し中国撤兵要求を提議（ハル・ノート）
  - 南雲機動艦隊が単冠湾を出港
- 11月27日 - 大本営政府連絡会議が「ハル・ノートは日本に対する最後通牒である」と結論
- 11月29日 - 日本音楽文化協会結成

### 12月
- 12月1日
  - 日米関係の悪化により、外務省は情報収集の必要性から、情報部内に「ラヂオ室」を設置(後のラヂオプレス)。
  - 上海号不時着事件（対米英戦開始に関わる機密文書搭載）
- 12月6日 - ルーズベルト大統領が日米交渉の中で、昭和天皇に対し「平和を志向し関係改善を目指す」との親電を送る。
- 12月6日 - イギリスがフィンランド・ハンガリー王国・ルーマニア王国に対して宣戦布告
- 12月8日 - 日本軍のマレー半島上陸および真珠湾攻撃で太平洋戦争が開戦する。日本、対米英宣戦布告[注釈 1]。アメリカ合衆国の対日宣戦布告、イギリスの対日宣戦布告。
- 12月9日 - 中華民国（重慶政府、蔣介石政権）、日独伊に宣戦布告。
- 12月10日
  - マレー沖海戦
  - 日本軍がグアム島占領
  - 日本軍がルソン島上陸
- 12月12日 - 日本政府、『支那事変（日中戦争）』も含めて戦争名称を『大東亜戦争』と決定。名称としての支那事変（日中戦争）の終結。
- 12月15日 - 第78臨時議会召集
- 12月15日 - 外務省次官会議にて「極東」の表記が「イギリス中心的だ」として全面禁止となる。
- 12月16日
  - 日本軍が英領北ボルネオに上陸
  - 大和 (戦艦)竣工（呉海軍工廠）
- 12月17日 - 台湾全島で地震。嘉義市では死傷223名、倒壊千戸
- 12月20日 - 太平洋戦争勃発により株式市場高騰
- 12月21日 - 大日本帝国とタイ王国の間で日泰同盟調印。タイ王国が枢軸国となる。
- 12月22日 - 日本軍がウェーク島上陸
- 12月24日 - 第79議会召集
- 12月25日
  - 日本放送協会が全国5地域に分け、各地域毎に同一周波数による放送を開始
  - 日本軍が香港占領（英軍降伏）
- 12月27日 - アメリカ合衆国の映画の日本国内での上映禁止を発表

## 芸術・文化・ファッション
- 大相撲（幕内最高優勝） 
  - 春場所　双葉山定次
  - 夏場所　羽黒山政司
- 競馬
  - セントライトが日本競馬史上初の牡馬クラシック三冠達成
- 中等野球
  - 第18回選抜中等学校野球大会　優勝東邦商
  - 第27回全国中等学校優勝野球大会（夏の甲子園）が中止される（ - 1945年）
- 1941年の映画
  - 市民ケーン（監督：オーソン・ウェルズ）
  - マルタの鷹（監督：ジョン・ヒューストン）
  - レディ・イヴ（監督：プレストン・スタージェス）
  - わが谷は緑なりき（監督：ジョン・フォード）
  - ダンボ
  - バッタ君町に行く
  - 指導物語
  - 次郎物語
- 1941年の文学
  - 芥川賞
    - 第13回（1941年上半期） - 多田裕計 『長江デルタ』
    - 第14回（1941年下半期） - 芝木好子 『青果の市』

  - 直木賞
    - 第13回（1941年上半期） - 木村荘十『雲南守備兵』
    - 第14回（1941年下半期） - 該当作品なし

## 誕生

### 1月
- 1月1日 - 堀田明、元プロ野球選手
- 1月3日 - 岩下志麻、女優
- 1月3日 - 天地総子、歌手・声優・女優（+ 2019年）
- 1月3日 - 水谷寿伸、元プロ野球選手
- 1月3日 - 三沢今朝治、元プロ野球選手
- 1月4日 - ジョージ・P・コスマトス、映画監督 （+ 2005年）
- 1月5日 - 宮崎駿、アニメ作家、映画監督、漫画家
- 1月5日 - 竹田利秋、高校野球指導者
- 1月8日 - 渡邉芳則、山口組5代目組長（+ 2012年）
- 1月9日 - ジョーン・バエズ、シンガーソングライター
- 1月9日 - 龍虎勢朋、タレント・俳優・元大相撲力士（+ 2014年）
- 1月9日 - 高木一巳、プロ野球選手
- 1月9日  - ジョン・エレンビー、実業家、開発者（+ 2016年[4]）
- 1月10日 - 梁川郁雄、プロ野球選手
- 1月11日 - 周防郁雄、実業家
- 1月11日 - 大出俊、俳優
- 1月12日 - 藤井旭、天体写真家（+ 2022年）
- 1月14日 - 佐藤雅美、小説家（+ 2019年)
- 1月14日 - フェイ・ダナウエイ、女優
- 1月15日 - 高橋元太郎、俳優・歌手
- 1月18日 - 河原崎次郎、俳優 (+ 2020年)
- 1月19日 - 二葉由紀子、漫才師（+ 2017年）
- 1月19日 - パット・パターソン、プロレスラー（+ 2020年）
- 1月20日 - あすなひろし、漫画家（+ 2001年）
- 1月20日 - 川村龍夫、実業家
- 1月21日 - プラシド・ドミンゴ、テノール歌手
- 1月22日 - りんたろう、アニメ監督
- 1月24日 - アーロン・ネヴィル、歌手
- 1月24日 - 浦西美治、プロ野球選手
- 1月27日 - 岩本進、プロ野球選手
- 1月28日 - 川崎のぼる、漫画家
- 1月28日 - ポール・キパルスキー、言語学者
- 1月30日 - ディック・チェイニー、第46代アメリカ合衆国副大統領
- 1月30日 - みつはしちかこ、漫画家
- 1月31日 - ジェラルド・マクダーモット、絵本作家・イラストレーター・グラフィックデザイナー・映像作家
- 1月31日 - イナ・バウアー、フィギュアスケート選手（+ 2014年)
- 1月31日 - 平岡正明、評論家（+ 2009年）

### 2月
- 2月6日 - 鈴木皖武、元プロ野球選手
- 2月7日 - 小林稔侍、俳優
- 2月10日 - 鈴木恒夫、政治家
- 2月10日 - 須貝彦三、元騎手、調教師
- 2月10日 - マイケル・アプテッド、映画監督（+ 2021年）
- 2月11日 - 瀧安治、元プロ野球選手（+ 2003年）
- 2月11日 - セルジオ・メンデス、ミュージシャン(+2024年)
- 2月11日 - 大沢悠里、アナウンサー
- 2月12日 - 植村直己、登山家・探検家（+ 1984年）
- 2月12日 - 石丸博也[5]声優
- 2月12日 - マーク・ブラウンスタイン、元プロ野球選手
- 2月13日 - 山尾孝雄、元プロ野球選手（+ 2018年)
- 2月13日 - ボー・スヴェンソン、俳優
- 2月14日 - 田中光二、SF作家
- 2月15日 - 中山大三郎、作曲家・作詞家（+ 2005年）
- 2月16日 - 金正日、朝鮮労働党中央委員会総書記（+ 2011年[6])
- 2月18日 - 瀧口政満、彫刻家（+ 2017年）
- 2月20日 - クライド・ライト、元メジャーリーガー
- 2月23日 - 矢ノ浦国満、元プロ野球選手
- 2月23日 - 大宅映子、ジャーナリスト・評論家
- 2月23日 - 多田護、アナウンサー（+ 2017年）
- 2月26日 - アントニオ古賀、歌手・ギタリスト

### 3月
- 3月1日 - 池江泰郎、調教師
- 3月1日 - 肥田美代子、政治家・児童文学作家
- 3月4日 - ユーリ・シモノフ、指揮者
- 3月4日 - エイドリアン・ライン、映画監督
- 3月4日 - デヴィッド・ダーリング、チェリスト、作曲家（+ 2021年）
- 3月5日 - 井上堯之、ミュージシャン (+ 2018年）
- 3月5日 - 森光正吉、元プロ野球選手
- 3月6日 - 加瀬邦彦、作曲家・音楽プロデューサー（+ 2015年）
- 3月8日 - 住吉重信、元プロ野球選手
- 3月8日 - アレクセイ・ミーシン、フィギュアスケート選手
- 3月8日 - スティーヴン・ルークス、社会学者・政治学者
- 3月8日 - 大東隆行、王将フードサービス株式会社営業本部長・代表取締役社長（+ 2013年）
- 3月9日 - 芝山努、アニメ監督
- 3月10日 - 徳光和夫、フリーアナウンサー
- 3月10日 - 西野忠臣、プロ野球選手
- 3月15日 - マイク・ラヴ、ミュージシャン、ビーチ・ボーイズのメンバー
- 3月16日 - ベルナルド・ベルトルッチ、映画監督（+ 2018年[7]）
- 3月20日 - 君原健二、元陸上競技（長距離走・マラソン）選手
- 3月20日 - 山本要、政治家
- 3月25日 - 大橋勲、プロ野球選手
- 3月26日 - リチャード・ドーキンス、動物行動学者・進化生物学者
- 3月27日 - 小林克也、DJ
- 3月27日 - 榊原英資、経済学者

### 4月
- 4月1日 - 伊藤エミ、歌手（+ 2012年）
- 4月1日 - 伊藤ユミ、歌手（+ 2016年）
- 4月1日 - 阿部豪一、洋画家
- 4月4日 - 柳田充弘、分子生物学者
- 4月5日 - 寺田稔、俳優、演出家
- 4月6日 - 田嶋陽子、英文学者、コメンテーター、大学教授
- 4月6日 - バーバラ・ロールズ、フィギュアスケート選手
- 4月7日 - 渡辺具能、政治家
- 4月8日 - 武上四郎、元プロ野球選手（+ 2002年）
- 4月8日 - ヴィヴィアン・ウエストウッド、ファッションデザイナー（+ 2022年）
- 4月9日 - 岩永功、プロ野球選手
- 4月12日 - 西村省一郎、プロ野球選手（+ 1988年）
- 4月12日 - ボビー・ムーア、元サッカー選手、サッカー指導者（+ 1993年）
- 4月13日 - マイケル・ブラウン、遺伝学者
- 4月14日 - ピート・ローズ、元メジャーリーガー
- 4月16日 - 石岡康三、元プロ野球選手
- 4月16日 - 近藤正昭、元裁判官・弁護士
- 4月17日 - 市川森一、脚本家（+ 2011年）
- 4月20日 - ライアン・オニール、俳優
- 4月22日 - サイモン・アッシャー・レヴィン、生態学者
- 4月22日 - アミール・プヌーリ、計算機科学研究者（+ 2009年）
- 4月22日 - 児玉禎彦、プロ野球選手
- 4月23日 - レイ・トムリンソン、プログラマ（+ 2016年[8]）
- 4月24日 - シルビオ・モーザー、レーシングドライバー（+ 1974年）
- 4月30日 - 織田光正、元プロ野球選手

### 5月
- 5月6日 - イビチャ・オシム、サッカー監督（+ 2022年）
- 5月7日 - 萩本欽一、お笑いタレント
- 5月7日 - 青江三奈、歌手（+ 2000年）
- 5月11日 - 朝井茂治、元プロ野球選手（+ 2010年）
- 5月11日 - 栽弘義、高校野球指導者 (+ 2007年)
- 5月13日 - 塩谷隆英、官僚
- 5月15日 - 前田忠明、芸能リポーター（+ 2022年）
- 5月17日 - 藤公之介、作詞家
- 5月19日 - ブルーノ・レオナルド・ゲルバー、ピアニスト
- 5月20日 - ゴー・チョクトン、政治家、第2代シンガポール首相
- 5月21日 - 清水利章、調教師（JRA）
- 5月21日 - ボビー・コックス、元メジャーリーガー
- 5月22日 - 江田五月、政治家 (+ 2021年)
- 5月24日 - ボブ・ディラン、ミュージシャン
- 5月29日 - ダグ・スコット、登山家（+ 2020年）
- 5月30日 - 大野雄二、アレンジャー・作曲家

### 6月
- 6月1日 - ディーン・チャンス、メジャーリーガー（+ 2015年）
- 6月1日 - 伊東豊雄、建築家
- 6月4日 - 三宅博、元プロ野球選手
- 6月4日 - 石戸四六、元プロ野球選手（+ 1980年）
- 6月4日 - 日色ともゑ、女優
- 6月5日 - マルタ・アルゲリッチ、ピアニスト
- 6月7日 - ハイメ・ラレード、ヴァイオリニスト・指揮者
- 6月9日 - ジョン・ロード、ミュージシャン（+ 2012年）
- 6月14日 - 増田貴光、映画評論家、司会者（+ 2015年）
- 6月17日 - マイク・ホンダ、日系アメリカ人政治家
- 6月17日 - 浅見真州、能楽師(シテ方観世流)（+ 2021年）
- 6月18日 - 山本秀一、プロ野球選手
- 6月19日 - やまさき十三、漫画原作者
- 6月19日 - 丸山正雄、アニメーションプロデューサー
- 6月20日 - 石坂浩二、俳優
- 6月21日 - 長山藍子、女優
- 6月21日 - 荻野一雄、元プロ野球選手
- 6月25日 - 山崎武昭、プロ野球選手（+ 1995年）
- 6月26日 - 渡辺茂夫、ヴァイオリニスト（+ 1999年）
- 6月26日 - タマラ・モスクビナ、フィギュアスケート選手
- 6月29日 - 倍賞千恵子、女優・歌手
- 6月29日 - 北川公一、プロ野球選手
- 6月30日 - ラッシャー木村、プロレスラー（+ 2010年）

### 7月
- 7月1日 - 石黒和弘、元プロ野球選手
- 7月1日 - 横内正、俳優・声優
- 7月2日 - 高久泰文、大学教授
- 7月4日- セルジオ・オリバ、元ボディビルダー(+ 2012年)
- 7月5日 - 仲本工事、タレント（+ 2022年）
- 7月7日 - 島田順子、服飾デザイナー
- 7月9日 - ロバート・フランケル、調教師（+ 2009年）
- 7月10日 - 岩尾孝幸、プロ野球選手（+ 1993年）
- 7月16日 - 村瀬広基、元プロ野球選手
- 7月17日 - 高木守道、元プロ野球選手・プロ野球監督（+ 2020年）
- 7月17日 - 三浦布美子、女優・歌手・舞踊家
- 7月21日 - 川谷拓三、俳優（+ 1995年）
- 7月28日 - リッカルド・ムーティ、指揮者
- 7月30日 - ポール・アンカ、ポピュラー・シンガーソングライター
- 7月31日 - 新治伸治、元プロ野球選手（+ 2004年）
- 7月31日- 長谷妙子、女優

### 8月
- 8月1日 - ナタリー・ドロン、フランスの女優（+ 2021年）
- 8月2日 - ギー・レベル、フィギュアスケート選手（+1981年）
- 8月2日 - ポール牧、コメディアン・タレント・元僧侶（+ 2005年）
- 8月2日 - ジュール・ホフマン、生物学者
- 8月6日 - 柄谷行人、文芸評論家、哲学者
- 8月8日 - 和田洋子、政治家
- 8月9日 - 石橋蓮司、俳優・演出家
- 8月9日 - アルフレッド・エイホ、計算機科学研究者
- 8月13日 - 樫山文枝、女優
- 8月14日 - リン・チェイニー、アメリカ合衆国のセカンドレディ。第46代アメリカ合衆国副大統領、ディック・チェイニーの妻
- 8月16日 - 小山乃里子、元ラジオ関西アナウンサー（+ 2024年）
- 8月17日 - 青空球児、漫才師（青空球児・好児）
- 8月20日 - スロボダン・ミロシェヴィッチ、元ユーゴスラビア大統領（+ 2006年）
- 8月21日 - 鶴峯治、日本の水泳選手、元中京大学教授（+ 2015年）
- 8月22日 - 今村正博、プロ野球選手
- 8月23日 - 井上ひろし、歌手（+ 1985年）
- 8月26日 - 吉田ヒロミ、ファッションデザイナー
- 8月26日 - 鈴木正、プロ野球選手（+ 2002年）
- 8月27日 - 藤竜也、俳優
- 8月28日 - 森川卓郎、プロ野球選手

### 9月
- 9月5日 - 坂口祐三郎、俳優（+ 2003年）
- 9月5日 - 中杉弘、思想家、宗教家
- 9月5日 - 村野守美、漫画家（+ 2011年）
- 9月8日 - バーニー・サンダース、政治家
- 9月9日 - ゆうき哲也、俳優、元チャンバラトリオ (+ 2021年)
- 9月9日 - 安田祥子、声楽家・童謡歌手
- 9月9日 - オーティス・レディング、歌手（+ 1967年）
- 9月9日 - アイデン・ヤマンラール、俳優（+ 2008年）
- 9月9日 - デニス・リッチー、計算機科学者（+ 2011年）
- 9月9日 - 名取幸政、俳優（+ 2024年）
- 9月10日 - スティーヴン・ジェイ・グールド、生物学者（+ 2002年）
- 9月13日 - 井上大輔、ミュージシャン（+ 2000年）
- 9月13日 - 安藤忠雄、建築家
- 9月13日 - 片岡秀太郎 (2代目)、俳優・歌舞伎役者（+ 2021年）
- 9月15日 - アルベルト・フローリアーン、元サッカー選手（+ 2011年）
- 9月16日 - 渡辺秀武、元プロ野球選手（+ 2007年）
- 9月17日 - 橋爪功、俳優
- 9月18日 - 古河典子、元皇族、古河潤之助の妻
- 9月19日 - 近藤隆正、プロ野球選手
- 9月20日 - ハンフリー・ナイプ、著作家・脚本家
- 9月22日 - 田中文雄、映画プロデューサー（+ 2009年）
- 9月25日 - 山下啓介、声優 （+ 2024年）
- 9月26日 - サルヴァトーレ・アッカルド、ヴァイオリニスト
- 9月27日 - 井上善夫、元プロ野球選手（+2019年[9][10]）
- 9月27日 - ドン・ニックス、ミュージシャン（+ 2024年）
- 9月30日 - レイネ・ウィセル、元F1ドライバー
- 9月30日 - 大井道夫、高校野球指導者

### 10月
- 10月1日 - 松村正晴、プロ野球選手
- 10月3日 - アンドレア・デ・アダミッチ、元レーシングドライバー
- 10月4日 - アン・ライス、ホラー小説・ゴシックホラー小説・ファンタジー小説作家
- 10月5日 - 桂春蝶 (2代目)、落語家・タレント（+ 1993年）
- 10月6日 - 雁屋哲、漫画原作者・エッセイスト
- 10月6日 - 野口元三、プロ野球選手
- 10月8日 - 三田佳子、女優
- 10月9日 - チューチョ・バルデース、ピアニスト
- 10月11日 - 砂川しげひさ[11]、漫画家・エッセイスト（+ 2019年）
- 10月13日 - ポール・サイモン、
- 10月14日 - 安藤敏雄、プロ野球選手
- 10月16日 - ティム・マッカーバー、メジャーリーガー（+ 2023年）
- 10月16日 - 県真澄、プロ野球選手
- 10月18日 - 吉永正人、元中央競馬騎手、調教師（＋2006年）
- 10月19日 - ピーター・ソーンリー（初代ケンドー・ナガサキ）、元プロレスラー
- 10月20日 - 青森伸[12]、俳優・声優
- 10月24日 - 茅野智行、プロ野球選手
- 10月24日 - 岡田武夫[13]、聖職者 （+ 2020年 ）
- 10月25日 - アン・タイラー、小説家
- 10月28日 - 浜田晃、俳優
- 10月30日 - 山本小鉄、プロレスラー（+ 2010年）

### 11月
- 11月1日 - 目片信、政治家（+ 2020年）
- 11月5日 - 富野由悠季、アニメ監督、作詞家、小説家
- 11月5日 - アート・ガーファンクル、歌手
- 11月6日 - ダグ・サーム、アメリカ合衆国のミュージシャン、歌手（+ 1999年）
- 11月6日 - 富恵一、元プロ野球選手（+ 1974年）
- 11月7日 - クラレンス・ジョーンズ、元プロ野球選手
- 11月13日 - メル・ストットルマイヤー、メジャーリーガー（+ 2019年[14]）
- 11月20日 - 前川芳男、プロ野球審判員
- 11月20日 - 清國勝雄、元大相撲力士、元年寄伊勢ヶ濱
- 11月21日 - 蟹江栄司、俳優、声優、ナレーター（+ 1985年）
- 11月21日 - イディル・ビレット、ピアニスト
- 11月21日 - ドクター・ジョン、ミュージシャン（* 2019年[15]）
- 11月23日 - 栗本慎一郎、経済人類学者・評論家・元衆議院議員
- 11月24日 - ピート・ベスト、ミュージシャン、ビートルズ初代ドラマー
- 11月25日 - パーシー・スレッジ、歌手（+ 2015年）
- 11月25日 - 龍隆行、プロ野球選手（+ 2017年）
- 11月27日 - 久保祥次、元プロ野球選手
- 11月28日 - 村上護、日本の文芸評論家、俳人（+ 2013年）
- 11月28日 - 大坂雅彦、プロ野球選手
- 11月29日 - 林家ぺー、タレント・漫談家
- 11月30日 - アリー・ハサン・アル＝マジード、イラクの元政治家、ケミカル・アリーの名で知られた（+ 2010年）

### 12月
- 12月1日 - 金田星雄、元プロ野球選手
- 12月1日 - 重野安正、政治家
- 12月1日 - 伊藤英成、政治家（+ 2021年）
- 12月1日 - 増村紀一郎、漆芸家
- 12月1日 - フェデリコ・ファジン、電気工学研究者
- 12月3日 - 山脇百合子、絵本作家、挿絵画家（+ 2022年）
- 12月5日 - 野田征稔、元プロ野球選手
- 12月5日 - 能島征二、彫刻家
- 12月6日 - ブルース・ナウマン、現代美術家
- 12月7日 - 清水聖義、群馬県太田市長
- 12月9日 - ヴォルフガング・ダンネ、フィギュアスケート選手 (+ 2019年)
- 12月10日 - 坂本九、俳優・歌手（+ 1985年）
- 12月12日 - ティム・ハウザー、歌手、マンハッタン・トランスファーメンバー（+ 2014年）
- 12月19日 - 李明博、第17代大韓民国大統領
- 12月20日 - タイガー立石、画家、漫画家、絵本作家、陶芸家（+ 1998年）
- 12月24日 - ハウデン・ガンレイ、元レーシングドライバー
- 12月28日 - 渡哲也、俳優（+ 2020年[16]）
- 12月28日 - 比嘉照夫、大学講師
- 12月30日 - ブルーノ・パルマ、チェス選手
- 12月31日 - アレックス・ファーガソン、元サッカー選手、サッカー指導者

### 不明
- 我妻宏、アニメーター

## 死去

### 1月 - 6月
- 1月2日 - ミッシャ・レヴィツキ、ピアニスト（* 1898年）
- 1月4日 - アンリ・ベルクソン、思想家（* 1859年）
- 1月5日 - エミー・ジョンソン、女性パイロット（* 1903年）
- 1月8日 - ベーデン・パウエル、ボーイスカウトの提唱者（* 1857年）
- 1月10日 - イサイ・シュール、数学者（* 1875年）
- 1月10日 - フランク・ブリッジ、作曲家・弦楽奏者・指揮者（* 1879年）
- 1月11日 - エマーヌエール・ラスカー、数学者・チェスプレイヤー（* 1868年）
- 1月13日 - ジェイムズ・ジョイス、小説家・詩人（* 1882年）
- 1月22日 - 林忠崇、元請西藩主（* 1848年）
- 1月24日 - トミー・ボンド、元メジャーリーガー（* 1856年）
- 2月5日 - 大角岑生、日本海軍軍人（* 1876年）
- 2月9日 - エリザベス・フォン・アーニム、小説家（* 1866年）
- 2月19日 - ハミルトン・ハーティ、指揮者（* 1879年）
- 2月28日 - アルフォンソ13世、スペイン王（* 1886年）
- 3月1日 - 森矗昶、実業家・昭和電工創業者（* 1884年）
- 3月6日 - ガットスン・ボーグラム、彫刻家（* 1867年）
- 3月8日 - シャーウッド・アンダーソン、小説家（* 1876年）
- 3月17日 - ワシリー・サペルニコフ、ピアニスト・作曲家（* 1867年）
- 3月28日 - ヴァージニア・ウルフ、小説家・評論家、別荘近郊の川で溺死、自殺[17]（* 1882年）
- 4月3日 - 太刀山峯右エ門、大相撲第22代横綱（* 1877年）
- 4月3日 - 納家米吉、プロ野球選手（* 1914年）
- 4月3日 - 鹿子木孟郎、洋画家（* 1874年）
- 4月11日 - アルバート・スワード、植物学者・地質学者（* 1863年）
- 4月16日 - ハンス・ドリーシュ、生物学者・自然哲学者（* 1867年）
- 4月21日 - アグスティン・バルディ、音楽家（* 1884年）
- 4月26日 - 石黒忠悳、医師・軍医（* 1845年）
- 5月6日 - 九鬼周造、思想家（* 1888年）
- 5月6日 - エリアナ・パヴロワ、バレリーナ（* 1899年）
- 5月7日 - ジェームズ・フレイザー、社会人類学者（* 1854年）
- 5月11日 - 久保より江、俳人（* 1884年）
- 5月13日 - 大錦卯一郎、大相撲第26代横綱（* 1891年）
- 5月18日 - ヴェルナー・ゾンバルト、経済学者・社会学者（* 1863年）
- 5月23日 - ジャック・クレメンツ、メジャーリーガー（* 1864年）
- 5月30日 - ラーマ7世、タイ・チャクリー王朝第7代国王（* 1893年）
- 6月2日 - ルー・ゲーリッグ、元メジャーリーガー（* 1903年）
- 6月4日 - ヴィルヘルム2世、ドイツ皇帝（* 1859年）
- 6月29日 - イグナツィ・パデレフスキ、ピアニスト・作曲家・政治家・外交官（* 1860年）

### 7月 - 12月
- 7月8日 - フィリップ・ゴーベール、音楽家（* 1879年）
- 7月17日 - 川端茅舍、俳人（* 1897年）
- 7月26日 - ベンジャミン・ウォーフ、言語学者(* 1897年)
- 7月30日 - フーゴ・ベッカー、チェリスト・音楽教師・作曲家（* 1864年）
- 7月30日 - ミッキー・ウェルチ、メジャーリーガー（* 1859年）
- 8月5日 - 加能作次郎、小説家（* 1885年）
- 8月7日 - ラビンドラナート・タゴール、詩人（* 1861年）
- 8月14日 - マキシミリアノ・コルベ、カトリック司祭・ホロコースト犠牲者（* 1894年）
- 8月16日 - 長與又郎、病理学者（* 1878年）
- 8月22日 - 長谷川時雨、劇作家・小説家（* 1879年）
- 8月31日 - アルフレート・ヘットナー、地理学者（* 1859年）
- 9月9日 - ハンス・シュペーマン、発生学者（* 1869年）
- 9月10日 - 桐生悠々、評論家（* 1873年）
- 9月11日 - マリア・スピリドーノワ、ロシア革命時の左翼社会革命党指導者（* 1884年）
- 10月25日 - ロベール・ドローネー、画家（* 1885年）
- 10月27日 - アーネスト・E・ジャスト、生物学者（* 1883年）
- 10月29日 - 獅子内謹一郎、野球選手（* 1884年）
- 11月6日 - モーリス・ルブラン、小説家（* 1864年）
- 11月8日 - 瀬戸口藤吉、作曲家（* 1868年）
- 11月12日 - 若湊義正、元力士（*1888年）
- 11月18日 - ヴァルター・ネルンスト、化学者（* 1864年）
- 11月22日 - クルト・コフカ、心理学者（* 1886年）
- 11月23日 - 関屋敏子、声楽家（* 1904年）
- 12月2日 - 野崎廣太、財界人・茶人（* 1859年）
- 12月3日 - パーヴェル・フィローノフ、画家・美術理論家（* 1883年）
- 12月29日 - 南方熊楠、博物学者・民俗学者（* 1867年）
- 12月30日 - エル・リシツキー、デザイナー・建築家・写真家（* 1890年）

## ノーベル賞
- 物理学賞 - 該当者なし
- 化学賞 - 該当者なし
- 生理学・医学賞 - 該当者なし
- 文学賞 - 該当者なし
- 平和賞 - 該当者なし